# Dulce amor (telenovela colombiana)
Dulce amor é uma telenovela colombiana produzida e exibida pelo Caracol TV entre 21 de julho de 2015 e 15 de janeiro de 2016.
É uma adaptação da telenovela argentina do mesmo nome produzido originalmente por Ángel De Bonis.
Foi protagonizada por Marianela González, Andrés Sandoval, Camila Zarate, Juan Manuel Mendoza, Abril Schreiber e Jose Julián Gaviria e antagonizada por Jimmy Vásquez e Valentina Lizcano

## Enredo
O Toledo, era dono de uma fábrica de doces irmãs famosas enfrentou um de seus piores momentos. Natalia, uma mulher e netamenta psicorrigida dedicado para presidente da empresa namorada de Rodrigo, o homem que, sem ela saber, não faz nada, mas trabalho para a queda império. No entanto, as voltas da vida tornam Martin, um ex-piloto, vai se tornar o controlador desta mulher sem alegria. Enquanto isso, Julián, com o encerramento inesperado da oficina onde ele trabalha como mecânico é forçado a seguir os passos de Martin e se torna irmã motorista de Natalia, Verónica, uma bela atriz de Hollywood que retorna; Eu vou ficar louco e gerar vários problemas em seu casamento com Gabriela.

## Elenco
- Marianela González - Natalia Toledo Negrete
- Andrés Sandoval - Martín Guerrero Fontaner
- Camila Zarate - Verónica Toledo Negrete
- Juan Manuel Mendoza - Julián López
- Abril Schreiber - Juliana Toledo Negrete
- Jose Julián Gaviria - Lucas Gutiérrez
- Kristina Lilley - Elena Negrete Velarde de Toledo
- Jimmy Vásquez - Rodrigo Amador
- Valentina Lizcano - Amanda
- Ella Becerra - Gabriela
- Juan Esteban Aponte - "Betico López"
- Yaneth Waldman - Teresa Negrete Velaverde
- Miguel González - Ciro
- Freddy Ordóñez - "Terco"
- Marta Liliana Ruiz - Isabel
- Mauro Donetti - Jose "Don Pepe"
- Natalia Reyes - Flor Guerrero
- Anderson Balsero - Alcides "Máquina"
- Astris Junquito - Rosa
- Lina Castrillón - Noelia
- Paola Tovar - Lorena
- Jean Philippe Conan - Freddy
- Juan Pablo Barragan -  Gonzalo
- Sandra Román
- Julio Pachón
- Paola Díaz
- María Alejandra Restrepo
- Emerson Rodríguez
- Alberto Barrero - Agustin